# Neuroeconomia
La neuroeconomia o neuroscienze della decisione è un neonato settore della ricerca neuroscientifica che studia il funzionamento della mente umana in relazione ai processi decisionali nella soluzione di compiti economici. Poiché si avvale dei contributi di molte discipline, quali la neurologia, l'economia, la psicologia, la medicina, la matematica e la scienza, è certamente possibile affermare che la neuroeconomia ha uno spiccato carattere interdisciplinare.
Nasce dalle intuizioni di Tversky e Kahneman, da cui fu fondata l'economia comportamentale, unitamente alla scoperta di innovativi strumenti di rappresentazione visiva delle funzioni cerebrali (brain imaging). L'obiettivo della neuroeconomia è quello di incrociare il corpus di conoscenze della sfera economica con quelle provenienti da ambiti psicologici e scientifici per determinare come si comporta il cervello durante i processi di decision making.
Il presupposto da cui parte l'analisi neuroeconomica è che – a differenza di quanto affermato dall'economia tradizionale - l'uomo non è un animale razionale, bensì agisce sotto l'impulso di processi neuronali automatici e molto spesso inconsci, quindi indipendenti dalla propria volontà. Ciò fa sì che il comportamento economico umano sia frutto di un conflitto neuronale tra razionalità ed emotività, automatismo e consapevolezza.

## Le origini
Già Cartesio, il fondatore della filosofia moderna, tra le sue varie intuizioni aveva compreso la necessità di considerare in maniera distinta il cervello e la mente: il primo come organo fisico, la mente in relazione all'anima. Questo concetto fu a lungo ignorato dai rappresentanti di spicco dell'economia classica, che per tutto il XX secolo hanno inteso l'economia come una disciplina volta unicamente alla definizione delle precise regole caratterizzanti il comportamento degli agenti economici. Secondo tale impostazione, l'uomo è un agente dotato di razionalità e pertanto capace di compiere scelte economiche basate esclusivamente sul libero arbitrio (teoria della scelta razionale). Nella teoria della scelta razionale, si risale alle preferenze degli agenti economici attraverso un processo di evidente natura deduttiva: ad esempio, se A compie l'azione x vuol dire che in quel momento, e rispetto a quella situazione, x è l'azione più razionale per il fine che A si è prefissato
Ad indebolire la visione predominante del secolo contribuirono la nascita dell'economia sperimentale, negli anni cinquanta, e l'avvento delle scienze cognitive, un approccio interdisciplinare che pone l'accento sullo studio della mente in relazione al comportamento, le quali iniziarono a prospettare agli economisti di allora la possibilità di fondere le loro conoscenze con quelle di studiosi di discipline come la psicologia cognitiva, la neurolinguistica, e in generale le neuroscienze. 
Il presupposto comune a tutte le neuroscienze consiste proprio nell'analizzare il funzionamento del cervello in relazione alla realtà esterna all'uomo. È noto del resto, come afferma anche uno dei presupposti della programmazione neuro linguistica, che “la mappa non è il territorio”: la realtà oggettiva, quella esterna, viene percepita da ogni essere umano attraverso dei processi di interiorizzazione che fanno sì che la mappa del mondo di ogni singolo sia unica e mai uguale a quella di un altro soggetto. Già da qui è possibile immaginare che genere di ripercussione abbia generato questa scoperta sulla sfera dell'economia classica.
L'adozione di un'ottica interdisciplinare dunque, ha prodotto delle rilevanti implicazioni generali sulla comprensione della scienza economica. Per avvalorare il ruolo della mente umana nelle scelte economiche, Colin Camerer - uno degli autori più attivi in campo neuro economico – parte da due osservazioni: prima di tutto, è geneticamente portato a sostenere processi automatici, contrariamente a quanto considerato dalla teoria della scelta razionale, che ipotizza meccanismi decisionali razionali e consapevoli; in secondo luogo, i processi di tipo affettivo, che si contrappongono a quelli razionali, sono “la regola” e non l'eccezione ed svolgono una funzione importante durante i processi decisionali. Pertanto, indagare i meccanismi cognitivi coinvolti nel decision making implica la necessità di soffermarsi sulla natura dei processi mentali, sia automatici che controllati. Per la neuroeconomia diventa quindi fondamentale poter attingere al bacino di conoscenze dell'economia, della psicologia e delle neuroscienze al fine di descrivere tutte le variabili che influenzano il comportamento umano e quindi intervengono in un processo di decision making.

## Ilbrain imaging
Si definisce brain imaging – o neuroimaging - un insieme di tecniche di visualizzazione che consentono di vedere come agisce il cervello umano. Una sorgente di luce genera un fascio luminoso capace di interagire con la materia cerebrale. I supporti tecnici utilizzati dalle diverse tecniche sono disparati, ma lo scopo è unico: indagare la fisiologia cerebrale, scoprire come il cervello pensa, come agisce, come reagisce e come elabora informazioni. 
Le principali tecniche di brain imaging sono: 
- la risonanza magnetica nucleare (RMN)
- la risonanza magnetica funzionale (RMF)
- la tomografia assiale computerizzata (TAC)
- la tomografia computerizzata ad emissione di fotoni singoli (SPECT)
- la tomografia ad emissione di positroni (PET).

La centralità delle tecniche di brain imaging in rapporto alla neuroeconomia si deve ai progressi effettuati negli ultimi anni da queste tecniche nella comprensione delle funzioni cerebrali. Attraverso questi metodi di visualizzazione si sono potute evincere le relazioni anatomo - funzionali dell'attività cerebrale, fornendo così una base scientificamente fondata per la neuroeconomia e più in generale per le neuroscienze. La principale innovazione rispetto al passato consiste nella possibilità di studiare il tessuto cerebrale mentre è in attività e senza agire direttamente sulla materia studiata, evitando così forme di indagine invasive e potenzialmente rischiose. 
Purtroppo, il costo ancora molto elevato delle attrezzature per il brain imaging e la scarsità di strutture disponibili fanno sì che queste tecniche non siano ancora diffuse su larga scala.
Tuttavia, grazie ad esse è stato già possibile scoprire aree e funzioni del cervello finora sconosciute o meramente ipotizzate dagli scienziati.

## Cervello e decisioni
In migliaia di anni di evoluzione, il cervello umano si è evoluto notevolmente e ha subito dei cambiamenti per adattarsi alle esigenze dell'ambiente esterno e rispondere in maniera ottimale alle esigenze di sopravvivenza dell'uomo. Si è evoluto in maniera tale che a livello neurofisiologico non sarebbe più corretto parlare di “un cervello”, bensì di “più cervelli”. 
In effetti, le tecniche di brain imaging hanno permesso di evidenziare nel cervello la presenza di tre aree ben distinte che influenzano in maniera diversa i processi decisionali dell'uomo: 
- il cervello rettile (o antico)
- il cervello intermedio
- il cervello recente (o corticale).

Se i cervelli rettile e intermedio svolgono un ruolo importante nel processo di decision making, il cervello recente agisce quasi in antagonismo con gli altri due poiché svolge una funzione di tipo razionale. I primi due infatti, assolvono alla funzione di soddisfazione di bisogni primari quali la fame, la sete, la paura, il desiderio, la rabbia, rappresentano per così dire la parte istintiva del cervello. Diversamente, il cervello recente espleta una funzione differente: è infatti preposto all'elaborazione di informazioni, all'apprendimento, all'attribuzione di significati, al riconoscimento di oggetti e persone. È dunque la parte più razionale del cervello.
In relazione a questa scoperta, il fattore interessante per la neuroeconomia è che le tre aree del cervello sovra citate non sempre agiscono in maniera sinergica e nella stessa direzione. Vengono così a crearsi effetti imprevisti e contraddittori nel corso di un processo decisionale dovuti alla compartimentazione funzionale del cervello. È anche a causa di questa scoperta che le basi dell'economia classica, che vede l'individuo ragionevole e razionale come protagonista dei processi di decision making, sono state messe in discussione. Infatti, se non possiamo essere certi di come stiamo prendendo decisioni, come possiamo affermare che il processo decisionale avvenga in modo razionale e controllato? Inoltre, a seconda dei processi che attiviamo nel nostro cervello nella presa di decisioni – processi di tipo automatico (condizionati da parti del cervello più antico, come l'amigdala o il nucleo accumbens) oppure processi razionali (condizionati dal cervello recente) – cambia il carattere delle nostre decisioni, che saranno istintive, emotive e prive di una base razionale nel primo caso, oppure analitiche, controllate e coerenti nel secondo. Una decisione influenzata da un processo automatico, che riesce a bypassare i processi controllati e consapevoli del nostro cervello, genera infatti una scelta non corretta. Per la neuroeconomia è quindi l'entità dei processi cerebrali sottostanti alle decisioni che determina l'esito delle stesse.

## Processi automatici e controllati: il modello dei 4 quadranti
L'uomo non possiede solo tre cervelli, possiede anche quattro quadranti. Si è già accennato alla differenza tra processi controllati e processi automatici che si attivano nelle diverse aree del cervello umano: i primi volontari, seriali e costosi in termini di dispendio di energie cognitive; i secondi inconsapevoli, spontanei e più “economici”. Come si è visto, tale distinzione tra processi rispecchia una suddivisione di compiti all'interno del cervello umano. In proposito, Camerer ha evidenziato come il numero di processi automatici che si attivano nel nostro cervello sia notevolmente maggiore rispetto a quelli controllati. Ciò si deve all'eccessiva quantità di stimoli ed informazioni a cui ogni giorno è sottoposto il nostro cervello: per risparmiare risorse cognitive ed accelerare i processi di ragionamento, infatti, di fonte ad uno stimolo il cervello preferisce attivare processi di tipo automatico, quindi elaborare informazioni con il minimo sforzo. Bisogna qui introdurre un'ulteriore distinzione: quella tra processi cognitivi, che coinvolgono la ragione, e processi affettivi, che diversamente hanno a che fare con le emozioni. Questi quattro tipi di processi (controllati/automatici - cognitivi/affettivi) possono essere inseriti all'interno di una matrice composta da 4 quadranti, ognuno dei quali regola il nostro comportamento e le nostre azioni, quindi anche le nostre decisioni. 
- 1° Quadrante: Processi Controllati Cognitivi

Sono i processi cognitivi consapevoli che vengono attivati sotto la volontà del soggetto, pertanto sono accessibili introspettivamente (es: il ragionamento che sottende alla valutazione della bontà d'acquisto di una nuova macchina).
È il quadrante in cui l'attivazione del processo decisionale avviene in maniera deliberata, ma in cui lo sforzo cognitivo percepito è elevatissimo. 
- 2° Quadrante: Processi Controllati Affettivi

Sono processi controllati relativi alle emozioni. Lo stesso Camerer ha evidenziato la difficoltà legata all'attivazione di tali processi, che sono improbabili proprio perché legati alla riproduzione consapevole e deliberata di intere porzioni di vita emotiva. 
- 3° Quadrante: Processi Automatici Cognitivi

In questo quadrante si trova tutto ciò che il cervello automatico ha appreso dalle esperienze cognitive pregresse. Ad esempio, lo sciatore che cambia improvvisamente direzione per aggirare un ostacolo sulla pista mette in atto un processo di questo tipo. 
- 4° Quadrante: Processi Automatici Affettivi

Il quarto quadrante si contrappone al primo in quanto i processi che lo caratterizzano non solo avvengono in maniera inconsapevole, ma sono anche privi di una base cognitivo-razionale. I processi automatici affettivi influenzano in maniera preponderante le nostre decisioni, percezioni e comportamenti.
L'esistenza dei processi automatici, insieme alla scoperta del cervello rettile e del cervello intermedio, dimostrano che spesso l'uomo non solo non ha la percezione di aver deciso una certa cosa, ma non sa neanche su quali basi abbia preso tale decisione. È su questo tipo di decisioni che si incentra l'attenzione della neuroeconomia.